# John Ball (präst)
John Ball, född 1335 i St Albans, död den 15 juli 1381, var en engelsk katolsk radikal präst som predikade för ett klasslöst samhälle och som deltog i bondeupproret i England 1381.

## Biografi
Ball bannlystes runt år 1366 för sina predikningar för ett klasslöst samhälle. Han fortsatte dock att predika utanför kyrkan, och efter 1376 satt han ofta i fängelse.
Under bondeupproret i Kent i juni 1381 fritogs han från Maidstone-fängelset och följde med upprorsmakarna till London. Väl där myntade han uttrycket "När Adam grävde och Eva spann, vem var då adelsman?" (engelska "When Adam dalf (dug) and Eve span (spun), Who was then to be a gentleman?".  
En notering i Anonimalle Chronicle säger att han "ivrade för att döda höga herrar och prelater". 
Efter att bondeupproret hade slagits ner dömdes John Ball till döden. Han hängdes i St Albans den 15 juli 1381.

## I kulturen

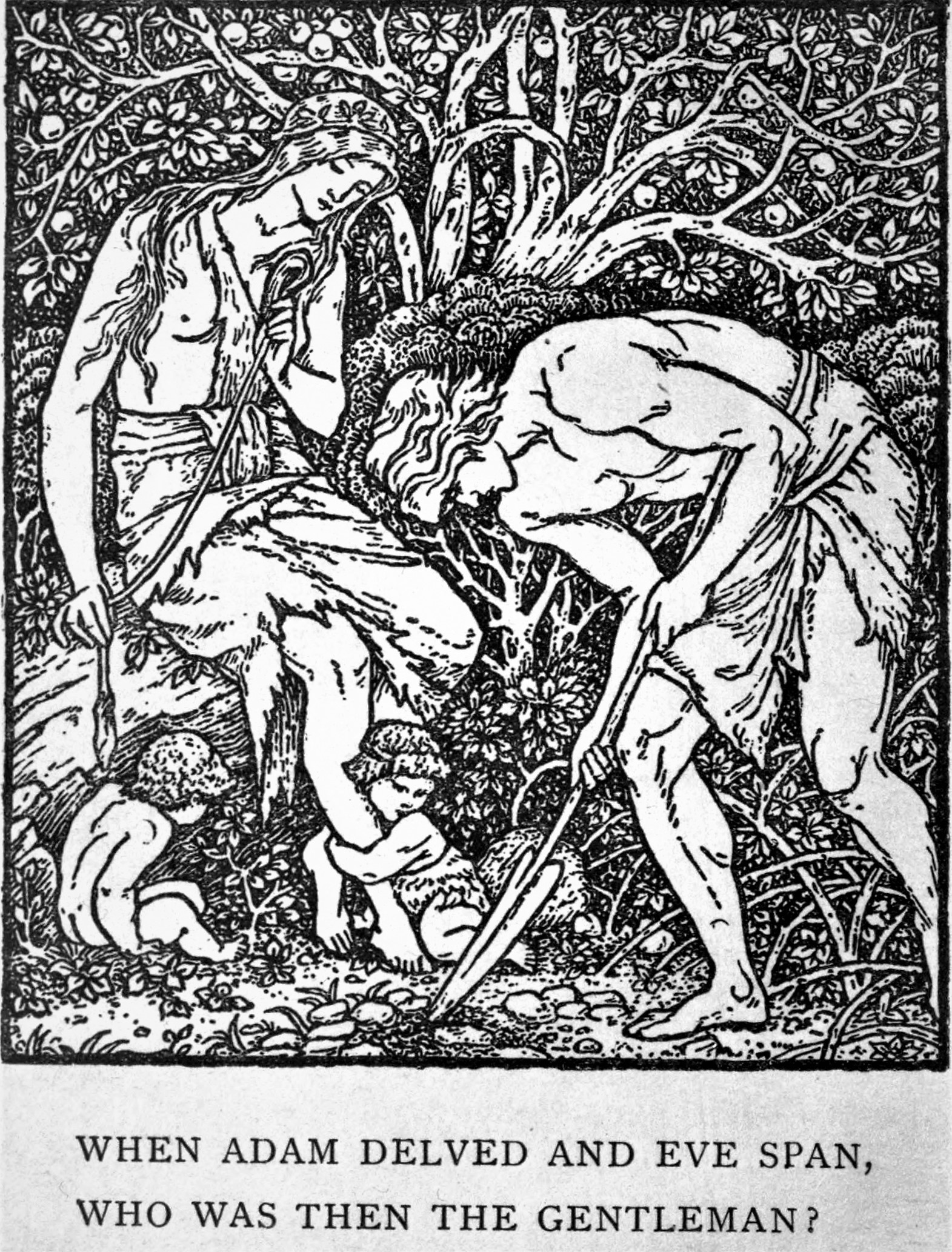
Illustration från titelsidan till William Morris A Dream of John Ball (1888)

Citatet "När Adam grävde och Eva spann, vem var då adelsman?" fungerar som epigraf i Zadie Smiths roman NW från 2012, som följer karaktärer som växte upp i nordvästra London.
John Ball dyker upp i den historiska romanen Katherine från 1954 av Anya Seton.
William Morris skrev en novell som heter A Dream of John Ball, som publicerades  i Commonweal mellan november 1886 och februari 1887. Den publicerades i bokform 1888.
Ball dyker upp som karaktär i den anonyma pjäsen The Life and Death of Jack Straw, publicerad i London 1593, som handlar om händelserna under bondeupproret.

I akt V Scen 1 av Hamlet låter Shakespeare gravgrävaren diskutera citatet "När Adam grävde och Eva spann, vem var då adelsman?":
First Clown: ... Come, my spade. There is no ancient gentleman but gardeners, ditchers, and grave-makers: they hold up Adam's profession.
Second Clown: Was he a gentleman?
First Clown: He was the first that ever bore arms.
Second Clown: Why, he had none.

First Clown: What, art a heathen? How dost thou understand the Scripture? The Scripture says 'Adam digged:' could he dig without arms?